# Askalingion
Askalingion, im Lateinischen Ascalingium (altgriechisch Ἀσκαλίγγιον) ist ein Ortsname, der in der Geographia des Claudius Ptolemaios als einer der im Innern der Germania magna nördlicher im Westen liegenden Orte (πόλεις) mit 32° 40′ Länge (ptolemäische Längengrade) und 53° 45′ Breite angegeben wird. Askalingion liegt damit nach Ptolemaios zwischen Touliphourdon und Toulisourgion. Wegen des Alters der Quelle kann eine Existenz des Ortes um 150 nach Christus angenommen werden.
Bislang konnte der Ort nicht sicher lokalisiert werden. Ein interdisziplinäres Forscherteam um Andreas Kleineberg, das die Angaben von Ptolemaios neu untersuchte, lokalisiert zurzeit anhand der Analyse der antiken Koordinaten Askalingion beim heutigen Hildesheim in Niedersachsen, wie es bereits Günther Christian Hansen vorgeschlagen hat. Die polis könnte damit eine Station am Hellweg – eine der bedeutendsten Ost-West-Routen in der Germania magna – gewesen sein.